# Autoserica partula
Autoserica partula är en skalbaggsart som beskrevs av Louis Albert Péringuey 1904. Autoserica partula ingår i släktet Autoserica och familjen Melolonthidae. Inga underarter finns listade.